# Obermittweida

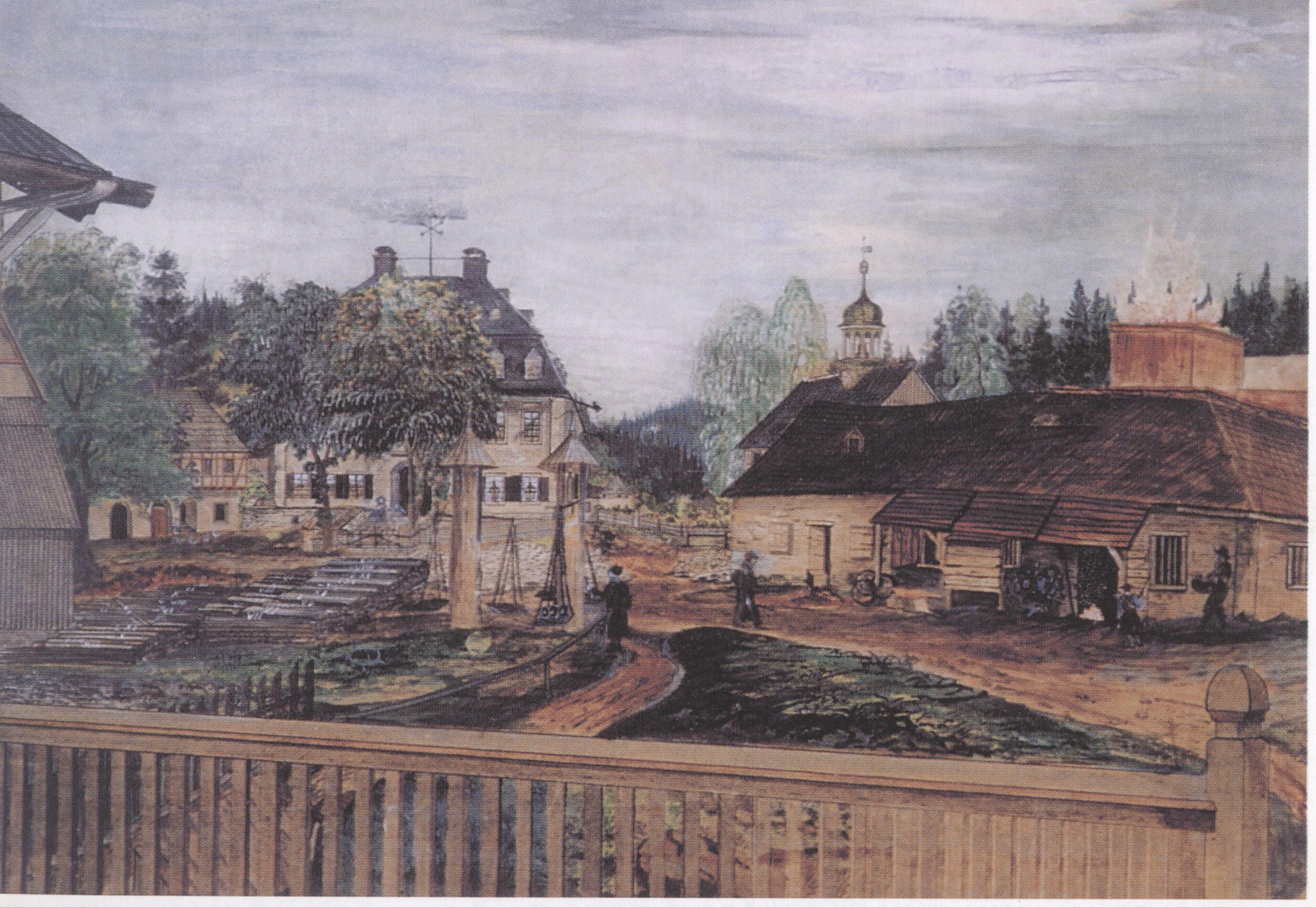
Hammerwerk Obermittweida um 1800 mit Herrenhaus (links) und Hochofen (rechts)

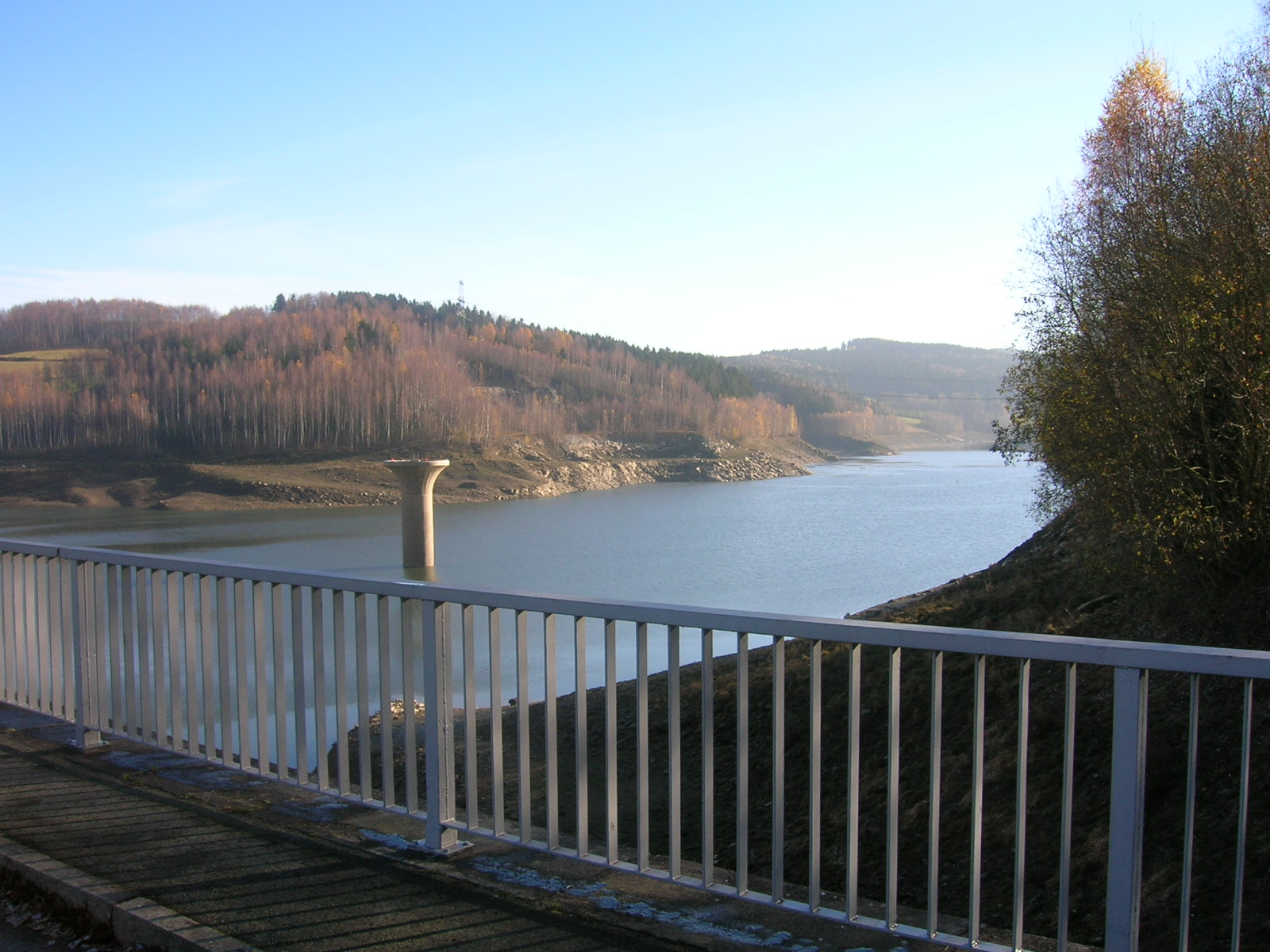
Blick in das geflutete Tal von Obermittweida (unteres Staubecken des Pumpspeicherwerks Markersbach)

Obermittweida war ein Ortsteil der Gemeinde Markersbach im sächsischen Erzgebirgskreis. 

## Geschichte
Das Hammerwerk Obermittweida befand sich unterhalb der Vereinigung von Kleiner Mittweida und Großer Mittweida. 1546 wurde es als Eisenhütte mit einem Zerrennfeuer erstmals urkundlich erwähnt. Dem Besitzer Matthes Schumann gehörte außerdem eine weitere Eisenhütte, die sich flussabwärts, an der Mündung des Roßbachs, befand. Den Inhabern von Obermittweida stand im Gegensatz zu vielen anderen erzgebirgischen Hammerwerken keine niedere Gerichtsbarkeit zu. Sie waren jedoch mit der niederen Jagdgerechtigkeit privilegiert. Obermittweida unterstand der Gemeinde Mittweida.
Wolf von Elterlein übernahm 1588 die abgebrannte Hütte, für die er 1594 die Konzession zur Errichtung eines Hochofens erhielt. Ihm verdankt der Hammer außerdem seine Beinamen Wolfshammer oder Hammer Löwenthal, denn die Familie von Elterlein trug einen Löwen in ihrem Wappen.
Nachdem die Anlagen mehrfach durch Hochwasser (u. a. 1661) und Brände (u. a. 1613, 1667, 1673 und 1724) zerstört worden waren, erwarb 1731 Dr. Andreas Nietzsche das Hammerwerk, das bald die bis heute gebräuchliche Bezeichnung Nietzschhammer erhielt. 1788 bestanden in Obermittweida ein Hochofen, zwei Frisch- und Stabfeuer, ein Blechfeuer und ein Zinnhaus. Das Eisenwerk war bis 1860 in Betrieb. Danach wurde der Besitz dismembriert. Bis 1878 arbeitete noch eine kleine Schaufelhütte, bevor der enge Talgrund ein Zentrum der Papierherstellung und Holzschleiferei wurde. Bekannt wurde das Tal als Sommerfrische mit dem Genesungsheim Casino Nitzschhammer. Letzteres wurde im Zweiten Weltkrieg als Landjahrlager und in der DDR-Zeit als Kindererholungsheim „Oskar Schieck“ genutzt.
Das Gebiet um den ehemaligen Hammer ist heute durch das Unterbecken des Pumpspeicherwerks Markersbach überflutet. Die Bewohner wurden ab 1968 ausgesiedelt und die im Überflutungsraum stehenden Gebäude abgerissen.